# Gunnar Sörman
Hans Gunnar Sörman, född 25 juli 1922 i Göteborg, död 21 november 2006 i Lidingö, var en svensk målare, tecknare och reklamkonstnär.
Han var son till skeppsredaren Rolf Martin Johannes Sörman och Madgun Brodin och från 1951 gift med modedirektrisen Barbro Anna Karin Ljungqvist. Sörman studerade först för Alex Langlet i Göteborg 1942 innan han fortsatte sina studier vid Anders Beckmans reklamskola 1943–1945. Han studerade reklamkonst i USA 1946–1947 och grafiska tekniker för Emil Johanson-Thor 1947. Vid sidan av sitt kommersiella arbete som reklamkonstnär där han skapade bokomslag, affischer och vinetiketter var han verksam som konstnär. Han medverkade i Nationalmuseums utställning Unga tecknare 1946, utställningen Svensk reklamkonst på Lilla galleriet 1959. Hans konst består av djurstudier samt i mindre omfattning landskaps- och porträttmotiv i tusch, svartkrita, akvarell eller tempera. Sörman är representerad vid Göteborgs sjöfartsmuseum med en större dekorativ exportmålning i tempera samt med ett antal dockningsstudier i tusch av lastfartyg. Makarna Sörman är begravda på Lidingö kyrkogård. 